# Wood Blues
Wood Blues ist ein Jazzalbum von أحمد [Ahmed], dem Quartett aus Seymour Wright, Pat Thomas, Joel Grip und Antonin Gerbal. Die am 2. April 2022 auf dem Counterflows Festival in dem Veranstaltungsort Counterflows, The Glue Factory, Glasgow, entstandenen Aufnahmen erschienen im Januar 2024 auf Astral Spirits.

## Hintergrund
Das Quartett [Ahmed] des englischen Pianisten Pat Thomas mit dem Schlagzeuger Antonin Gerbal, dem Bassisten Joel Grip und dem Saxophonisten Seymour Wright hatte auf ihrem Album Nights on Saturn (Communication) (2021) die Musik des 1993 verstorbenen Musikers Ahmed Abdul-Malik interpretiert. Es war ihr erstes Album für das amerikanische Label Astral Spirits – eine rechtzeitige Anerkennung für eine der abenteuerlustigsten Gruppen der zeitgenössischen Musik, meinte Stewart Smith.

## Titelliste
- أحمد = Ahmed: Wood Blues (Astral Spirits)

1. Wood Blues 58:34
2. Wood Blues (excerpt) 7:44

Die Komposition „Wood Blues“ stammt von Ahmed Abdul-Malik. Die Download-Version enthält als Bonustrack eine Kurzversion des Stücks.

## Rezeption
Bei ihrem Auftritt in der Glasgower Glue Factory bestand das Repertoire von أحمد [Ahmed] aus nur einem Stück, dem „Oud Blues“ des 1993 verstorbenen Jazzmusikers, das in der Originalversion von 1961 etwa vier Minuten lang war, und das Quartett dehnte in Glasgow dieses Stück auf fast eine Stunde aus, schrieb Matthew Blackwell in Pitchfork Media. Wood Blues sei eine Aufnahme dieser phänomenalen Darbietung – gleichzeitig ein Coversong, eine avantgardistische Improvisationssession und ein treibendes, swingendes Jazzkonzert. Wood Blues ist in seinen Transformationen von Abdul-Maliks Material gleichzeitig aufregend gewalttätig und äußerst treu, indem man das Original bis zur Unkenntlichkeit verändere und dennoch seinen Geist am Leben erhalte.
Der Schlüssel zu أحمد [Ahmed] seien Wiederholung und Bewegung, so Matthew Blackwell. Während des gesamten Konzerts spiele jeder gleichzeitig und jeder wiederhole sich. Aber Variationen würden die Musik unaufhaltsam vorantreiben. Gerbal und Grip legten einen schwungvollen Beat an den Tag und reagierten aufeinander mit einer Art ESP, die sie über mehr als ein Jahrzehnt als Rhythmusgruppe verfeinert hätten. Thomas spiele Cluster statt Akkorde und lasse Klangblöcke „wie einen Hammer auf einen Amboss fallen“. Wright biete Notenstöße statt fließender Soli, eine Botschaft im hektischen, hupenden Morsecode, der die anderen zum Weitermachen antreibe. Am Ende der Stunde hätten sie sich durch Jazz, Blues und dissonante freie Improvisation bewegt, um an einen völlig unbekannten Ort zu gelangen. Doch irgendwie groove das Album immer und verliere in all dem Chaos nie die Originalkomposition von Abdul-Malik aus den Augen. Letztendlich sei dies eine Hommage an den „Oud Blues“ und nicht nur ein Vorwand, um seine Grenzen auszutesten.
Der Pianist Pat Thomas und sein Quartett [Ahmed], benannt nach dem Bassisten/Oudisten Ahmed Abdul-Malik, hätten mit Wood Blues ihr erstes Album veröffentlichen, dass über ein kreatives Neuinterpretieren der Musik Abdul-Maliks Werk hinausgehe, schrieb Mike Borella (Avant Music News). Das beim Counterflows Festival 2022 aufgenommene Album biete stattdessen eine fesselnde 60-minütige ununterbrochene Performance, die Seymour Wrights intensives Saxophon und Thomas’ perkussives Klavierspiel hervorhebe. Das Ergebnis sei ein ununterbrochenes akustisches Gehirnfutter und ein fesselnder Hörgenuss.
Das Ganze beginne mit einem Walking Bass, der unwillkürliches Fingerschnippen auslöse, schrieb S. Victor Aaron (Something Else!).  Thomas und Wright würden ihre Instrumente in Gefäße für Percussion verwandeln, und hemmungslos zu Gerbals vier Schlägen pro Takt hupen und hämmern, um dann plötzlich in eine teilweise dissonante Nachbildung eines rauen Blues auszubrechen, der den Jazz zugleich weit zurück und weit vorwärts führe. Nach etwa 20 Minuten erinnere das Ganze an eine Liveaufnahme von Cecil Taylor und Jimmy Lyons aus den 1970ern, bevor Thomas einen harten Groove einlege und Wright davon getrieben werde. Die Energie würde an diesem Punkt überkochen, und trotz der Lautstärke der Band sei das Publikum immer noch begeistert und jubelnd zu hören. Gerade als sie sich nicht dringlicher ausdrücken können, lote Wright die Grenzen seines Altsaxophons aus und senke sich dann bis zum Baritonton ab.
Das Album gelangte im Juli 2024 auf #43 bei dem von Tom Hull erhobenen Mid-Year Jazz Critics Poll.